# Minthodes setifacies
Minthodes setifacies là một loài ruồi trong họ Tachinidae.